# ارتش سلوکیان
ارتش سلوکیان سپاهی متعلق به امپراتوری سلوکی بود، امپراتوری سلوکیان یکی از سرزمین‌های بیشمار هلنیستی بود که پس از مرگ اسکندر مقدونی ظاهر شد.
مانند سایر ارتش‌های بزرگ هلنیستی، سپاهیان سلوکی در درجه اول به سبک یونانی-مقدونی می‌جنگیدند، که بدنه اصلی آنها از فالانژ تشکیل شده بود. فالانژ شکل بزرگ و متراکمی از مردان بود که مجهز به سپرهای کوچک و یک نیزهٔ بلند به نام ساریسا بودند. این شکل از جنگ توسط سپاه مقدونیه در زمان سلطنت فیلیپ دوم مقدونی و پسرش اسکندر مقدونی ایجاد شده بود. در کنار فالانژ، سپاه سلوکی برای تکمیل نیروهای نظامی خود از تعداد زیادی از نیروهای بومی و مزدور استفاده می‌کردند، زیرا به دلیل فاصله گرفتن از وطن مقدونی خود، حاکمان سلوکی برای تهیه نیروی یونانی دارای محدودیت بودند.

## نیروی انسانی
دوری از یونان تأثیر زیادی بر سیستم نظامی سلوکیان می‌گذاشت، چرا که در درجه اول به تهیه نیروی یونانی به عنوان بخش اصلی ارتش نیازمند بودند. به همین دلیل برای افزایش جمعیت یونانیان در امپراتوری خود، حاکمان سلوکیان شهرک‌های نظامی ایجاد کردند. دو دوره اصلی در تأسیس شهرک‌ها وجود داشت، نخست دوره سلوکوس یکم نیکاتور و آنتیوخوس یکم سوتر و سپس دوره آنتیوخوس چهارم اپیفان. به شهرک نشینان نظامی زمین داده می‌شد، «با توجه به درجه آن‌ها و خدمات متفاوت که آن‌ها ارائه می‌دادند». آنها در مهاجرنشین‌هایی با اندک نمای شهری مستقر شدند، که در بعضی مقاطع این شهرک‌ها می‌توانستند جایگاه یک پولیس را بدست آورند.» برخلاف شهرک نشینان بطلمیوس، که به کلرووچوی معروف بودند، شهرک نشینان سلوکی به نام Katoikoi معروف بودند. مهاجران این سرزمین‌ها را به عنوان زمین خود حفظ می‌کردند و در عوض در صورت فراخوان به خدمت در ارتش سلوکی درمی‌آمدند. اکثر شهرک‌ها در لیدیا، شمال سوریه، فرات بالا و ماد متمرکز شده بودند. یونانیان در لیدیا، فروگی و سوریه مسلط بودند. به عنوان مثال، آنتیوخوس سوم یونانیان یوبیا، کرت و اتولیا را آورده و آنها را در آنتیوکیا مستقر کرد.
از این شهرک نشینان برای تشکیل دادن واحدهای فالانژ سلوکی و سواره نظام استفاده می‌شد، از افراد نخبه نظامی آنان نیز در هنگ نگهبانان پادشاهی استفاده می‌شد. بقیه ارتش سلوکی متشکل از تعداد زیادی از نیروهای بومی و مزدور بود که به عنوان نیروهای کمکی سبک خدمت می‌کردند. با این حال، در زمان رژه دافنه در سال ۱۶۶ پیش از میلاد، تعداد زیادی از نیروهای بومی غیر یونانی از ارتش آنتیوخوس چهارم حذف شدند. این به احتمال زیاد به دلیل اصلاحات در ارتش بود که توسط آنتیوخوس چهارم انجام شد. در زمان سلطنت وی ، آنتیوخوس چهارم ۱۵ شهر جدید ایجاد کرده بود «و این افزایش تعداد شهرها با افزایش تعداد فالانژها … در دافن بسیار آشکار است که نباید نادیده گرفته بشود».

## پیاده‌نظام

### آرگیراسپیدها
پیاده‌نظام اصلی ارتش سلوکی "سپرهای نقره ای هاً یا " آرگیراسپیدها " بودند. آنها یگان نگهبان افسانه ای بودند که از پسران شهرک نشینان نظامی تشکیل شده بودند. آنها به روش مقدونیان با ساریسا مسلح شدند و درست مانند سایر ارتش‌های هلنی آن زمان، با سبک فالانژها می‌جنگیدند. آرگیراسپیدها واحدهایی در حدود ۱۰۰۰۰ نفر بودند که از کل پادشاهی برای خدمت در این واحد انتخاب می‌شدند. کل پادشاهی ممکن است به معنی مناطقی مانند سوریه و میان رودان باشد که هسته پادشاهی سلوکیان بودند، بیشتر این سربازان یونانی بودند.

### پیاده‌نظام «رومی مانند»
در سال ۱۶۶ پیش از میلاد، در رژه دافنه که به وسیله آنتیوخوس چهارم، در کنار واحدهای آرگیراسپیدها ۵۰۰۰ سرباز نیرومند دیده می‌شود که به سبک رومی حضور دارند. آموزش بخشی از گارد سلطنتی به روشهای «رومی» احتمالاً چندین عامل مهم داشته. عامل اول، آنتیوخوس چهارم بود که بخشی از زندگی اش را در رم به سر برده بود و روش‌های نظامی رومی‌ها مورد تحسین او بود. عامل دوم، جنگ‌هایی بود که برای سلوکیان پیش می‌آمد و شورش‌های ساتراپ‌های شرقی بود که این نیروهای رومی مانند قابلیت مانور و تحرک بسیار در دشت‌ها و زمین‌های باز شرقی را داشت. آموزش سربازان از این طریق می‌توانست به کارایی و توانایی کلی ارتش بیفزاید و آن را تحریک پذیرتر کند. در واقع نیروهای رومی مانند در شورش مکابیان و در نبرد بث زکریا در ۱۶۲ پیش از میلاد به خوبی خود را نشان دادند. عامل سوم، شکست آنتیگونیدها در نبرد پیدنا در سال ۱۶۸ پیش از میلاد یک شوک بزرگ فرهنگی بود که نشان از پایان دوران سیستم نظامی مقدونی به دست لژیون‌های رومی داشت.
گفته می‌شود که این ۵۰۰۰ مرد که در حال راهپیمایی که در رأس ارتش هستند به معنای نشان دادن قصد آنتیوخوس چهارم برای اصلاح کل ارتش سلوکی و تبدیل واحدهای سلوکی به واحدهای رومی مانند بود، اگرچه که اینکه این اصلاح بصورت کامل صورت گرفته یا خیر، مشخص نیست.

## یادداشت
1. ↑  Head, 1982, p.20
2. ↑  Chaniotis, 2006, p.86
3. ↑  Head, 1982, p.23
4. ↑  Chaniotis, 2006, p.85
5. ↑  Bar-Kochva, 1989, p.191
6. ↑  Griffith, 1935, p.153
7. ↑  Bar-Kochva,1979, p.59-62
8. ↑  Sekunda, 2001, p.89
9. ↑  Polybius 5.79.4
10. ↑  Cambridge Ancient History: Volume VII, 1984, p.190
11. ↑  Polybius 30.25.3
12. ↑  Tarn, 1980, p.184
13. ↑  I Macc.6.35
14. ↑  Sekunda, 2001, p.98